# Portugál női kézilabda-bajnokság (első osztály)
A 1. Divisão a legmagasabb osztályú portugál női kézilabda-bajnokság. A bajnokságot 1978 óta rendezik meg. Jelenleg tizenkét csapat játszik a bajnokságban, a legeredményesebb klub a Madeira SAD, a címvédő az SL Benfica.

## Kispályás bajnokságok
| Év   | 1. hely                                           | 2. hely                                           | 3. hely                                           |
| ---- | ------------------------------------------------- | ------------------------------------------------- | ------------------------------------------------- |
| 1978 | GD Liceu Oeiras                                   | Liceu Maria Amália?                               |                                                   |
| 1979 | GD Liceu Oeiras                                   | Sporting CP                                       | Escola Carlos Amarante                            |
| 1980 | Liceu Maria Amália                                |                                                   |                                                   |
| 1981 | CD Torres Novas                                   | Liceu Maria Amália                                | SC Beira-Mar                                      |
| 1982 | Almada AC                                         |                                                   |                                                   |
| 1983 | AD Oeiras                                         | CA Campo de Ourique                               | CD Torres Novas                                   |
| 1984 | SL Benfica                                        | Ginásio Sul Almada?                               |                                                   |
| 1985 | Ginásio Sul Almada                                | SL Benfica                                        | SC Espinho                                        |
| 1986 | SL Benfica                                        | Ginásio Sul Almada                                | Académico Porto                                   |
| 1987 | SL Benfica                                        |                                                   |                                                   |
| 1988 | Ginásio Sul Almada                                | SL Benfica                                        | Estrela e Vigorosa Sport                          |
| 1989 | SL Benfica                                        |                                                   |                                                   |
| 1990 | SL Benfica                                        |                                                   |                                                   |
| 1991 | CDE Colégio de Gaia                               | SL Benfica                                        |                                                   |
| 1992 | SL Benfica                                        | CS Madeira                                        | CDE Colégio de Gaia                               |
| 1993 | SL Benfica                                        | Académico Funchal                                 | CDE Colégio de Gaia                               |
| 1994 | CS Madeira                                        | Académico Funchal                                 | CD Paço de Arcos                                  |
| 1995 | CS Madeira                                        | Académico Funchal                                 | CDE Colégio de Gaia                               |
| 1996 | CS Madeira                                        | Académico Funchal                                 | Benfica e Castelo Branco?                         |
| 1997 | CS Madeira                                        | Académico Funchal                                 | CDE Colégio de Gaia?                              |
| 1998 | Académico Funchal                                 | CDE Colégio de Gaia                               | CS Madeira                                        |
| 1999 | Madeira SAD                                       | CDE Colégio de Gaia                               | CS Madeira                                        |
| 2000 | Madeira SAD                                       | CDE Colégio de Gaia                               | CS Madeira                                        |
| 2001 | Madeira SAD                                       | CDE Colégio de Gaia                               | CS Madeira                                        |
| 2002 | Madeira SAD                                       | CDES Gil Eanes                                    | CDE Colégio de Gaia                               |
| 2003 | Madeira SAD                                       | CDES Gil Eanes                                    | CS Madeira                                        |
| 2004 | Madeira SAD                                       | CDES Gil Eanes                                    | CS Madeira                                        |
| 2005 | Madeira SAD                                       | CDES Gil Eanes                                    | CS Madeira                                        |
| 2006 | Madeira SAD                                       | CDES Gil Eanes                                    | CJ Almeida Garrett                                |
| 2007 | Madeira SAD                                       | CDES Gil Eanes                                    | CDE Colégio de Gaia                               |
| 2008 | Madeira SAD                                       | CDE Colégio de Gaia                               | CDES Gil Eanes                                    |
| 2009 | Madeira SAD                                       | CDE Colégio de Gaia                               | CDES Gil Eanes                                    |
| 2010 | CDES Gil Eanes                                    | Madeira SAD                                       | ADA Colégio João Barros                           |
| 2011 | CDES Gil Eanes                                    | Madeira SAD                                       | ADA Colégio João Barros                           |
| 2012 | Madeira SAD                                       | CDES Gil Eanes                                    | ADA Colégio João Barros                           |
| 2013 | AC Aveiro                                         | ADA Colégio João Barros                           | Madeira SAD                                       |
| 2014 | AC Aveiro                                         | Madeira SAD                                       | ADA Colégio João Barros                           |
| 2015 | AC Aveiro                                         | Madeira SAD                                       | CDE Colégio de Gaia                               |
| 2016 | Madeira SAD                                       | AC Aveiro                                         | CDE Colégio de Gaia                               |
| 2017 | CDE Colégio de Gaia                               | Madeira SAD                                       | AC Aveiro                                         |
| 2018 | Madeira SAD                                       | CDE Colégio de Gaia                               | AC Aveiro                                         |
| 2019 | CDE Colégio de Gaia                               | Madeira SAD                                       | AC Aveiro                                         |
| 2020 | A koronavírus-járvány miatt nem avattak bajnokot. | A koronavírus-járvány miatt nem avattak bajnokot. | A koronavírus-járvány miatt nem avattak bajnokot. |
| 2021 | Madeira SAD                                       | AC Aveiro                                         | SL Benfica                                        |
| 2022 | SL Benfica                                        | Madeira SAD                                       | AC Aveiro                                         |
| 2023 | SL Benfica                                        | Madeira SAD                                       | São Pedro do Sul Viseu                            |
| 2024 | SL Benfica                                        | Madeira SAD                                       | CDE Colégio de Gaia                               |
| 2025 | SL Benfica                                        | Madeira SAD                                       | São Pedro do Sul Viseu                            |

## Lásd még
- Portugál férfi kézilabda-bajnokság (első osztály)